# Lotus Notes
Lotus Notes è il client applicativo ed e-mail di Domino, un software collaborativo client/server prodotto dalla divisione Lotus, di IBM. Ora proseguito da HCL.

Schermata di Lotus Notes

## Descrizione

### Funzioni
Lotus Notes è un client di posta elettronica, con funzioni instant messaging (con IBM Lotus Sametime), browser internet, calendario/gestore di prenotazioni risorse ed anche una piattaforma applicativa per applicazioni collaborative. Notes è una piattaforma per blog, wiki, aggregatori RSS, sistemi CRM ed Help Desk, le aziende possono creare una vasta varietà di applicazioni personalizzate per lotus notes utilizzando il Lotus Notes Domino Designer.
Il client Lotus Notes può essere usato come client di posta IMAP e POP su server non-domino, le rubriche indirizzi possono essere consultate da qualsiasi server LDAP, compreso Active Directory. Il client Lotus Notes può anche funzionare da browser internet o essere configurato per utilizzare il browser di sistema predefinito.
È possibile usare il client Lotus Notes Domino Designer per lo sviluppo RAD di database composti da moduli, che permettono agli utenti di creare documenti e viste, che mostrano i documenti in forma tabellare.
Oltre ad essere un sistema di groupware (e-mail, calendario, documenti condivisi e discussioni), Notes/Domino è anche una piattaforma per lo sviluppo di applicazioni personalizzate sia client-server sia web.

### Replica dei dati
Caratteristica unica di Notes e Domino sono le funzioni di replica dei dati. Server e client possono replicare i dati e le impostazioni dei database attraverso diversi tipi di reti. Questo consente agli utenti di utilizzare pienamente i database Notes anche se non collegati alla rete: il client sincronizzerà qualsiasi cambiamento al primo collegamento fra client e server. Anche in remoto la sicurezza può essere mantenuta, crittografando i database con la firma digitale contenuta negli Identificativi Notes. Le repliche possono essere manuali o schedulate ed avvenire fra client e server oppure fra server e server.

### Sicurezza
Lotus Notes è stato il primo prodotto a larga distribuzione ad implementare la crittografia a chiave pubblica per l'autenticazione fra client e server e fra server e server e per la crittazione dei dati e rimane la più grossa infrastruttura di crittografia al mondo in termini di numero di utenti installati. Prima delle modifiche legislative avvenute negli Stati Uniti nel 2000 riguardo all'esportazione di tecnologie crittografiche, alla Lotus era stata proibita l'esportazione all'esterno degli Stati Uniti di versioni di Notes che supportassero la crittografia simmetrica con chiavi di dimensioni superiori ai 40 bit. Attualmente Lotus Notes supporta PKI con chiavi simmetriche a 128 e chiavi pubbliche a 1024 bit (4096 con la R7). Il server Domino include strumenti S/MIME, il supporto agli standard SSL 3.0, X.509 ed una completa gestione integrata per l'implementazione di una Autorità di Certificazione.

## Critiche
- Molti utenti finali, in particolare coloro che lo usano prevalentemente per la posta o per il diario, lamentano che alcuni aspetti dell'interfaccia utente non sono intuitivi. Alcune di queste critiche sono state affrontate nelle versioni più recenti.
- La funzione Fuori Ufficio era stata progettata per limitare il traffico dei messaggi di "fuori ufficio" alle 2 del mattino per impostazione predefinita invece che immediatamente, dando l'impressione di non funzionare. Le versioni più recenti hanno incrementato la frequenza delle email Fuori Ufficio che ora vengono spedite ogni 4 ore. Inoltre a partire dalla release 8 è possibile modificare il comportamento dell'assenza ufficio in modo che le notifiche vengano spedite immediatamente.
- Impostare l'archiviazione per la prima volta era un'operazione complessa e spesso non creava un archivio direttamente (il file viene creato quando la prima email viene archiviata). Questo ha portato molti utenti a credere che l'archiviazione non funzionasse.
- I messaggi d'errore usano una terminologia gergale che assume conoscenze di dettagli tecnici che pochi utenti hanno ragione di conoscere.
- Alcuni utenti sono confusi dalle funzioni di ricerca "inizia con" e "ricerca full text" offerte dall'interfaccia di Lotus Notes. Il produttore si difende rimarcando che Lotus Notes possiede una ricerca full-text integrata, mentre Microsoft Outlook necessita di plug-in esterni.
- L'ambiente di sviluppo è progettato attorno all'idea di documenti e moduli. Quindi applicazioni (database) scritti in Lotus Notes spesso tendono ad accoppiare strettamente le funzionalità dell'applicazione con l'interfaccia utente, mescolando il codice negli elementi dell'interfaccia.
- Il Designer per la produzione dei documenti in Notes accoppia la parte di logica con la parte di interfaccia mescolando il codice con i controlli e non consente una programmazione ad oggetti che si possa definire tale né tanto meno una ben più antica programmazione modulare.

## Versioni
Diverse versioni del client funzionano sotto Wine su Linux, con diversi livelli di funzionalità e senza supporto ufficiale. Il client Notes 7 ed il Domino Designer 7 sono noti per funzionare bene con la versione 0.9.19. La versione 8.5 è stata sviluppata in Ajax ed è pienamente compatibile con Windows, Macintosh e Linux.
I server Domino possono tradurre automaticamente la maggior parte dei database client-server in formato HTML per l'utilizzo via browser.